# Johnny Crawford

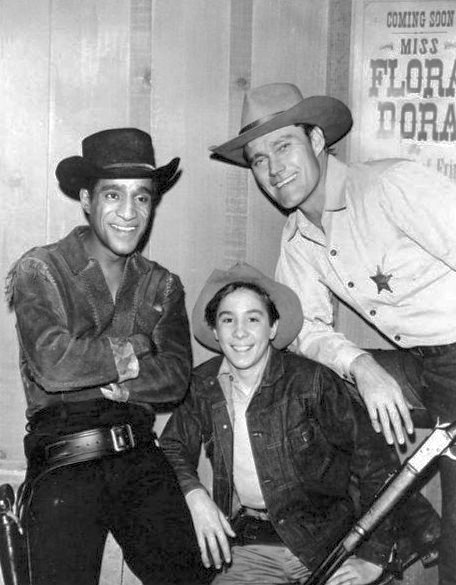
Mit Sammy Davis Jr. und Chuck Connors (1962)

Johnny Crawford (gebürtig: John Ernest Crawford; * 26. März 1946 in Los Angeles, Kalifornien; † 29. April 2021) war ein US-amerikanischer Schauspieler und Sänger, der hauptsächlich durch seine Rolle als jugendlicher Sohn von Chuck Connors in der Westernserie Westlich von Santa Fé bekannt wurde.

## Leben
Crawford begann seine Karriere mit kleineren Rollen in verschiedenen Fernsehserien und war darüber hinaus einer der ersten Mousketeers des Mickey Mouse Clubs (1955–1959). Einem breiten Publikum wurde er ab 1958 durch die beliebte Westernserie Westlich von Santa Fé bekannt, in der er bis 1963 in insgesamt 168 Folgen eine der Hauptrollen als Mark McCain verkörperte. 1960 unterzeichnete Crawford 14-jährig seinen ersten Plattenvertrag bei Del-Fi Records und hatte mit Cindy's Birthday 1960 einen Top-10-Hit. Weiteren Top-40-Hits wie Rumors (1962), Proud (1963) und The Girl Next Door (1964) folgten.
Nachdem die Serie Westlich von Santa Fé nach der sechsten Staffel eingestellt worden war und auch seine Musik-Karriere langsam ins Stocken geraten war, trat er in kleineren Serienrollen auf. Nach seinem Highschool-Abschluss im Sommer 1964 zog er nach Texas, um Rodeo-Reiten zu lernen. Zwischen 1964 und den frühen 1970er Jahren nahm er als Mitglied der PRCA (Professional Rodeo Cowboys Association) und der AJRA (American Junior Rodeo Association) an Rodeo-Wettkämpfen teil. Später leitete Crawford über Jahrzehnte sein eigenes Tanzorchester The Johnny Crawford Dance Orchestra, das vor allem Ragtime- und Swing-Klassiker der 1920er und 1930er Jahre spielte. Gelegentlich übernahm er in späteren Jahren noch Film- und Serienrollen, zuletzt verkörperte er die Cowboy-Filmlegende William S. Hart in dem Low-Budget-Film Bill Tilghman and the Outlaws (2019).
Johnny Crawford starb Ende April 2021 im Alter von 75 Jahren, nachdem im Jahr 2019 seine Alzheimer-Erkrankung öffentlich gemacht worden war. Er war der Bruder des Schauspielers Robert Crawford junior.

## Filmografie (Auswahl)

### Film
- 1956: Der Mann im grauen Flanell (The Man in the Gray Flannel Suit)
- 1958: Kinder des Weltraums (The Space Children)
- 1965: Nishko, der Indianerjunge (Indian Paint)
- 1965: Village of the Giants
- 1966: El Dorado
- 1970: The Resurrection of Broncho Billy
- 1976: The Great Texas Dynamite Chase
- 1989: Die Bluthunde vom Broadway (Bloodhounds of Broadway)
- 1999: The 13th Floor – Bist du was du denkst? (The Thirteenth Floor)
- 2019: Bill Tilghman and the Outlaws

### Fernsehen
- 1956: The Lone Ranger (Folge The Cross of Santo Domingo)
- 1957: The Frank Sinatra Show (Folge That Hogan Man)
- 1957: Have Gun – Will Travel (Folge The Hanging Cross)
- 1958–1963: Westlich von Santa Fé (The Rifleman, 168 Folgen)
- 1961: Mutter ist die Allerbeste (The Donna Reed Show, Folge A Very Bright Boy)
- 1965: Mister Ed (Folge Ed a Go-Go)
- 1965: Tausend Meilen Staub (Rawhide, Folge Crossing at White Feather)
- 1968: Hawaii Fünf-Null (Hawaii Five-O, Folge By the Numbers)
- 1969: Big Valley (The Big Valley, Folge The Other Face of Justice)
- 1976: Unsere kleine Farm (Little House on the Prairie, Folge The Hunters)
- 1985: Mord ist ihr Hobby (Murder, She Wrote, Folge A Lady in the Lake)
- 1987–1988: Wilhelm Tell – Kämpfer der Gerechtigkeit (Crossbow, 8 Folgen)